# Tim Squyres
Tim Squyres (Wenonah, 29 marzo 1959) è un montatore statunitense.
È collaboratore abituale del regista Ang Lee, per il quale ha curato il montaggio di ogni suo film, fin dall'esordio Pushing Hands (1992), fra cui La tigre e il dragone (2000) e Vita di Pi (2012), che gli hanno valso la candidatura ai premi Oscar e BAFTA.

## Filmografia
- Otto uomini fuori (Eight Men Out), regia di John Sayles (1988) (assistente montatore)
- Dogfight - Una storia d'amore (Dogfight), regia di Nancy Savoca (1991) (assistente montatore)
- Blowback, regia di Marc Levin (1991)
- Pushing Hands (Tui shou), regia di Ang Lee (1992)
- Il banchetto di nozze (Hsi yen), regia di Ang Lee (1993)
- Scenes from the New World, regia di Gordon Eriksen e Heather Johnston (1994)
- Mangiare bere uomo donna (Yin shi nan nu), regia di Ang Lee (1994)
- Ragione e sentimento (Sense and Sensibility), regia di Ang Lee (1995)
- Tempesta di ghiaccio (The Ice Storm), regia di Ang Lee (1997)
- Lulu on the Bridge, regia di Paul Auster (1998)
- Cavalcando col diavolo (Ride with the Devil), regia di Ang Lee (1999)
- La tigre e il dragone (Wo hu cang long), regia di Ang Lee (2000)
- Chosen, regia di Ang Lee (2001) - cortometraggio
- Gosford Park, regia di Robert Altman (2001)
- Hulk, regia di Ang Lee (2003)
- Going Upriver: The Long War of John Kerry, regia di George Butler (2004)
- Syriana, regia di Stephen Gaghan (2005)
- La vita interiore di Martin Frost (The inner life of Martin Frost), regia di Paul Auster (2007)
- Lussuria - Seduzione e tradimento (Se, jie), regia di Ang Lee (2007)
- Rachel sta per sposarsi (Rachel Getting Married), regia di Jonathan Demme (2008)
- Motel Woodstock (Taking Woodstock), regia di Ang Lee (2009)
- The Wonderful Maladys, regia di Alan Taylor (2010) (TV)
- Vita di Pi (Life of Pi), regia di Ang Lee (2012)
- Unbroken, regia di Angelina Jolie (2014)
- Storia d'inverno (Winter's Tale), regia di Akiva Goldsman (2014)
- Billy Lynn - Un giorno da eroe (Billy Lynn's Long Halftime Walk), regia di Ang Lee (2016)
- Gemini Man, regia di Ang Lee (2019)
- Red Sea Diving (The Red Sea Diving Resort), regia di Gideon Raff (2019)
- Acque profonde (Deep Water), regia di Adrian Lyne (2022)